# Otto Mønsted
 Denne artikel omhandler personen Otto Mønsted. Opslagsordet har også en anden betydning, se Otto Mønsted (virksomhed).
Rasmus Otto Mønsted (født 23. november 1838 på Lyngsbækgård ved Ebeltoft – død 4. september 1916 i København) var dansk storkøbmand og fabrikant.
Han var søn af proprietær Niels Mønsted og hustru Charlotte f. Møller. Som handelsuddannet nedsatte han sig i 1865 som grosserer i smør og korn og foderstoffer i Aarhus. I 1870 etablerede han en dampmølle, og i 1876 grundlagde han en stor forretning med smør i hermetisk pakning til eksport. Denne virksomhed kom til at hedde Otto Mønsted Aarhus, kendt for OMA margarine. På trods af smørvirksomheden gik han i gang med det nye produkt margarine og anlagde i 1883 den første margarinefabrik i Danmark. Han fulgte fem år senere op med en fabrik ved Manchester i England, og i 1894 byggede han en stor margarinefabrik ved London.
I Aarhus var han meget aktiv i byens økonomiske liv og var medlem af byrådet fra 1885 til 1891. Han var Ridder af Dannebrog og Dannebrogsmand.
Han byggede sig 1896-97 en villa i Kristianiagade 5 i København ved arkitekten Vilhelm Dahlerup. Bygningen er nu den russiske ambassade. Ved sin død var han Danmarks rigeste mand.
Hele aktieselskabets kapital indgår i Otto Mønsteds Fond, som bidrager til udvikling af det danske erhvervsliv. Fonden oprettede i 1956 Otto Mønsteds Kollegium, som er beliggende ved Carlsberg Station i København.

## Otto Mønsted A/S
Otto Mønsted slog sig 1865 ned i Aarhus som grosserer i smør og korn og foderstoffer. Med sin uddannelse inden for handel oprettede han i 1874 firmaet Danish Preserved Butter Company, som handlede med flere lande inden for og uden for Europa. Det blev i 1876 til en stor forretning med både pakning og eksport. Otto Mønsted havde gode netværksforbindelser blandt andet til store butikskæder i England. Han giftede sig desuden i 1870 med Anne Sophie Mønsted, som var datter af den aarhusianske storkøbmand Hans Broge.
Margarinen kom som en stor konkurrencemæssig trussel mod det danske smør, hvilket udløste, at adskillelige love omkring produktionen og pakningen af margarinen blev vedtaget. Lovgivningen omhandlede blandt andet layoutet af emballagen til margarinen, der skulle forhindre forveksling med smørret. Senere blev yderligere love vedtaget, som sagde, at det var ulovligt at farve den naturlige hvide margarine gul, hvilket resulterede i, at margarinefabrikanterne pakkede farvestoffet Annatto fra sydamerikanske træer med i emballagen, sådan at husmødrene derved selv kunne blande farvestoffet i margarinen inden servering. Annato var det samme farvestof, som dengang blev brugt til at farve smør med, og efterspørgslen på farvestoffer blev derfor enorm. Dette medførte, at prisen på Annatto steg voldsomt, og mange margarinefabrikanter gik derfor over til at benytte et andet farvestof kaldet Smørgult. I 1937 viste det sig dog, efter forsøg med forsøgsdyr, at farvestoffet Smørgult gav tarmkræft, hvilket naturligvis havde store konsekvenser for folkesundheden og medførte endnu et antal nye lovgivninger relateret til margarinen.
I 1908 gjorde meddirektør Einer Schou en verdensomspændende opdagelse. Han opfandt emulgatorer til fødevarer, som gør, at man kan blande fedtstof og vand og lave en såkaldt emulsionsolie. Schou fik patent på metoden i 1919. Derudover opfandt Einer Schou ligeledes køletromlen, som benyttes til at nedkøle den blandede emulsion. Med de nye opfindelser havde Otto Mønsted A/S forbedret kvaliteten af deres margarine ved blandt andet at gøre konsistensen mere naturlig. Igennem starten af 1900-tallet gennemgik Otto Mønsted A/S en transformation i form af, at virksomheden gik fra at benytte animalske fedtstoffer til at benytte de noget sundere vegetabilske olier. Det blev på dette tidspunkt nemlig muligt at raffinere både animalske og vegetabilske fedtstoffer. Dette gjorde, at man nu var i stand til at benytte olier fra en lang række planter, da raffineringen gjorde det muligt at fjerne alle lugte- og smagsstoffer. Herefter blev margarine en almindelig dagligdagsfødevare i de danske hjem.
I 1909 kom alle de britiske fabrikker dog i engelske hænder. I 1912-13 opbyggede Mønsted margarinefabrikker i både Polen og England, og samtidigt var antallet af margarinefabrikker i Danmark, og dermed konkurrenter til Otto Mønsted A/S, stigende. Dette havde dog ikke omgående de store konsekvenser for Otto Mønsteds virksomhed, da han bl.a. var førende inden for markedsføring i Danmark.
Forbedringen af margarinen fortsatte, da det i 1937 blev lovpligtigt at vitaminisere margarinen ved at tilsætte A- og D-vitamin. Dette gjorde derved også, at margarinen ernæringsmæssig blev meget sundere. Siden 1889 var det danske forbrug af margarine steget fra 1 kg pr. dansker årligt til 18 kg pr. dansker årligt 1920.

## Aarhus Butterine Company
Margarinefabrikken Aarhus Butterine Company blev den første margarineproducerende fabrik i Danmark. Fabrikkens margarineprodukt blev senere opkaldt OMA margarine sammentrukket af Otto Mønsted Aarhus. Fabrikken var placeret i Vestergade 11 i Aarhus og blev oprettet af fabrikanten Otto Mønsted i 1883. I 1909 omdannede Otto Mønsted sit firma til Otto Mønsted A/S, som senere opførte fabrikker i både Polen og Finland. Op gennem 1900-tallet steg antallet af margarinefabrikker i Danmark, men Otto Mønsted A/S var dog stadig den førende virksomhed. Det danske firma havde i år 1912 omkring 400 medarbejdere og en markedsandel på 45 procent.
Efter Mønsteds død i 1916 flyttede hovedkontoret til København, hvor hans kone, Anne Sophie Broge (senere Anne Sophie Mønsted) datter af stor dansk købmand, overtog firmaet. Der opførtes desuden også fabrikker i København. Hustruen døde i 1934, hvorefter alle aktierne i Otto Mønsted A/S overgik til Otto Mønsteds Fond.
De tre store danskejede Margarineselskaber: Margarinefabrikken Alfa i Vejen, Solofabrikken i Sønderborg og Otto Mønsted A/S i Aarhus kæmpede i denne tid indbyrdes om kunderne på markedet. I 1947 blev der derfor oprettet et kartelsamarbejde, Margarine-Compagniet A/S, som var et samarbejde mellem de tre store selskaber i et forsøg på at bibeholde margarinemarkedet på dansk jord. Margarinen blev dog på dette tidspunkt stadig solgt under navnet OMA margarine. I forbindelse med dannelse af dette samarbejde blev fabrikken i Aarhus, Aarhus Butterine Company, nedlagt i år 1949, og bygningen bliver senere i 1967 nedrevet.
I dag huser bygningen på samme adresse Sparekassen Kronjylland.
Margarinevirksomheden Alfa blev i 1972 selvstændig, hvorefter solofabrikken blev opkøbt af Unilever, mens samarbejdet med Otto Mønsted A/S (under navnet Margarineselskabet) fortsatte. I dag er Otto Mønsted A/S udelukkende et investeringsselskab, hvor al margarineproduktion foregår under Unilever. Produktet sælges dog stadig under navnet OMA margarine, grundet det store markedsføringsimperie, som Otto Mønsted
opbyggede omkring navnet.

## Mønsteds Markedsføring
I modsætning til motivet til margarinens oprindelse, blev margarine introduceret til det danske marked ved at markedsføre produktet med en såkaldt push-strategi. Otto Mønsted var specielt kendt for sine evner til at markedsføre OMA margarine, idet han brugte metoder, som var uhørte i forhold til deres tid. I modsætning til mange andre var Mønsted ved starten af opførelsen af sine firmaer opmærksom på reklame og branding, som det i dag kaldes, og dets betydning for salg af produkter. Allerede i 1869 havde Mønsted sin første annonce i Aarhus Stiftstidende, og den første annonce for margarine blev trykt i 1885 i Aarhus Amtstidende. Han solgte sit første margarine under navnet "smørmargarine", så kunderne netop fik relationer til det reelle smør. Det var dog først efter antallet af margarinefabrikker i Danmark steg gennem 1890’erne og dermed antallet af konkurrenter, at Otto Mønsteds fabrik-annoncer i aviserne accelererede. Mønsted førte her sine reklamer under det kendte slogan: ”Forlang Altid Otto Mønsteds Margarine”.
Mønsted triumferede desuden også igennem med sit brug af dyremotiver på pakkerne og lod dem give navn til de forskellige udgaver af margarine. Dyrene var alle planteædere, hvilket blandt andet relaterede til brugen af det vegetabilske fedt. I 1909 fandt Otto Mønsted på navnet OMA margarine, som var en sammentrækning af Otto Mønsted Aarhus og gik under sloganet: "Sig navnet – OMA". Navnet OMA margarine fik en så stor succes, at det gik hen og blev et mærkevare for margarine. I 1912 fandt han på at transportere margarinen fra fabrikken til butikkerne i lastbiler, hvorpå der på siden var trykt hans navn og et slogan for margarinen. De rullende reklamer var en nytænkende og innovativ måde at reklamere for sit produkt, hvilket skabte stor opmærksomhed hos kunderne. Senere brugte han ligeledes biler til formålet, hvilket i forhold til tiden var meget uhørt. I 1936, efter Mønsteds død, indgik OMA margarine i en reklamefilm med den folkekære sangerinde Liva Weel, som sang den nu kendte reklamesang ”Lad det boble…”. Den exceptionelle markedsføring var med til den positive modtagelse, som Mønsted fik hos de danske borgere.
Generelt var Mønsteds metoder utrolig moderne for sin tid. I modsætning til mange andre produktionsfabrikker udnyttede Otto Mønsted hele produktionsprocessen ved at benytte biprodukterne fra margarinen til at producere foderstoffer til sin forretning for at opnå en så stor nyttevirkning og dermed formue som muligt. Han fik desuden også medejerskab i Aarhus Oliefabrik, som han gennem årene fik til at producere de vegetabilske olier, som han kunne bruge i margarinen.

## Betydning for Aarhus
Otto Mønsteds engagement og exceptionelle erhvervsevner, samt opbyggelse af virksomheden Otto Mønsted A/S og dets introduktion af margarine på det danske marked, havde stor betydning for dannelsen af Aarhus som en industriby. Udover selve etableringen af Danmarks første margarinefabrik, spillede Mønsted en stor rolle for industrien i Aarhus. Mønsted sad i blandt andet i byrådet fra 1885 til 1891 og blev formand for Aarhus Handelsforening fra 1889 til 1893, hvor han var med til at præge industrien i Aarhus til gavn for erhvervslivet. I 1883 blev Mønsted medstifter af Aarhus Telefonselskab og var derved med til at udbygge telefonnettet, som gjorde det lettere at kommunikere med virksomheder i andre byer. Endnu et tiltag som var med til at fremme erhvervslivet i Aarhus by. I 1897 blev Mønsted ligeledes medstifter af Korn- og Foderstof Kompagniet, som hans egen korn- og foderstoffabrik indgik i. I denne sammenhæng bidrog Mønsted til udbyggelsen af endnu en industri i Aarhus, som senere er med til at øge befolkningstallet i Aarhus. Mønsted støttede derudover også kulturlivet i form af Aarhus Teater, da han donerede en mindre formue til indvielsen af teatret i år 1900.
Uden Mønsteds engagerede arbejde i fremmelsen af sine fabrikker og i at gøre margarinen til et populært produkt, havde han ikke kunnet opbygge sin enorme formue og derved Otto Mønsteds Fond, der siden hen fremmede industri, uddannelse og erhvervslivet i Aarhus og gjorde byen stor og innovativ. Før sin død etablerede Otto Mønsted, Otto Mønsteds Fond, som siden har bidraget den generelle handel og industri i Danmark. Fonden har bl.a. givet et stort bidrag til det aarhusianske kunstmuseum ARoS, ligesom Otto Mønsted og hustru testamenterede deres kunstsamling til museet. Dette har været et væsentligt bidrag til kulturlivet i Aarhus. Derudover har fonden uddelt mange legater og blandt andet betalt for opbygning af Otto Mønsted Kollegierne flere steder landet over, der huser studerende på diverse uddannelser. Mønsted har således været med til at støtte uddannelse i Danmark og gjort landet til et foregangsland på en masse fronter. Hans engagement i aarhusiansk industri har været med til at få Aarhus ført ind i den vækstperiode, som byen gennemgik efter industrialiseringen i Danmark.
Gennem 1800-tallet var Otto Mønsted A/S en meget vigtig virksomhed i Aarhus med mange arbejdspladser til byens borgere. Sammen med den aarhusianske maskinfabrik Frichs, bidrog Otto Mønsted A/S til at mange arbejdssøgende tilflyttere kom til Aarhus, hvilket gav en befolkningstilvækst fra 7000 i 1840 til over 50.000 i år 1900. Den markante stigning medførte en transformation af Aarhus’ bybillede. Første og fremmest voksede byen, men derudover medførte det høje befolkningstal at utallige etageejendomme i Aarhus Centrum blev opbygget. Byen fik et mere eksklusivt udseende under opbygninger af flere prestigeprojekter som f.eks. Skt. Clemens Bro over Aarhus Å. I og med at etableringen af Margarinefabrikken i Aarhus medførte en øgning af andre margarinefabrikker og -mærker landet over, var Otto Mønsted derfor i høj grad med til at bidrage til opbyggelsen af dansk fødevareindustri.

## Margarinekrigen
Introduktionen af margarine på det danske marked udviklede sig til en ekstrem produktkonkurrence mellem smørret og margarinen, da sidstnævnte var en trussel mod smørrets meget høj kilopris. Konkurrencen betegnes som den såkaldte margarinekrig. Allerede efter at margarinen i 1883 kom på det danske marked, blev en lov omkring det såkaldte kunstsmør vedtaget af De danske Landboforeninger kun to år efter introduktionen. Loven lød på at margarinen skulle pakkes i beholdere, som ikke kunne blive forvekslet med de daværende smørbeholdere. Herudover skulle margarinen sælges under navnet margarin i stedet for navnet butterine, som det dengang blev kaldt. I Holland var prisen på smør faldet drastisk, siden margarine var kommet på markedet og det frygtedes derfor i Danmark at prisen på smør ligeledes ville falde på det danske marked. Til trods for at margarine blev taget godt imod af borgerne, som havde gavn af det billige fedtstof, blev endnu en lov mod margarinen vedtaget i 1886. Det blev nu forbudt at blande margarine og smør og derudover også forbudt at farve margarinen den gule smørfarve. Desuden blev det forbudt at sælge margarinen adskillelige steder som på torve og på skibe, og butikker måtte udelukkende sælge enten smør eller margarine, hvilket de ligeledes skulle gøre tydeligt opmærksom på. Margarinens modtagelse i samfundet, havde derved mange politiske konsekvenser, hvilket gjorde det langt sværere for Otto Mønsted at opnå succes på det danske marked. På trods af lovgivningen lykkedes det alligevel for ham.